# Erwin Casmir
Erwin Casmir (n. 2 decembrie 1895, Berlin-Spandau⁠(d), Regatul Prusiei, Imperiul German – d. 19 aprilie 1982, Frankfurt am Main, RFG) a fost un scrimer german, medaliat olimpic. A participat la 3 ediții ale Jocurilor Olimpice (1928, 1932, 1936) în care a câștigat o medalie de argint.